# Sabel·liïta
La sabel·liïta és un mineral de la classe dels fosfats. Rep el nom en honor del Dr. Cesare Sabelli (1934-), del Consiglio Nazionale della Ricerche, de Florència (Itàlia), qui va treballar amb els minerals d'alteració del coure de Sardenya.

## Característiques
La sabel·liïta és un arsenat de fórmula química (Cu,Zn)₂Zn(AsO₄,SbO₄)(OH)₃. Va ser aprovada com a espècie vàlida per l'Associació Mineralògica Internacional l'any 1994. Cristal·litza en el sistema trigonal. La seva duresa a l'escala de Mohs és 4,5.
Segons la classificació de Nickel-Strunz, la sabel·liïta pertany a «08.BE: Fosfats, etc. amb anions addicionals, sense H₂O, només amb cations de mida mitjana, (OH, etc.):RO₄ > 2:1» juntament amb els següents minerals: augelita, grattarolaïta, cornetita, clinoclasa, arhbarita, gilmarita, allactita, flinkita, raadeïta, argandita, clorofenicita, magnesioclorofenicita, gerdtremmelita, dixenita, hematolita, kraisslita, mcgovernita, arakiïta, turtmannita, carlfrancisita, sinadelfita, holdenita, kolicita, jarosewichita, theisita, coparsita i waterhouseïta.

## Formació i jaciments
Va ser descoberta a la mina Is Murvonis, a la localitat de Domusnovas de la província de Carbonia-Iglesias (Sardenya, Itàlia). També ha estat descrita en un altre indret més d'Itàlia, així com a Àustria, Hongria, Espanya i Suïssa.